# Моллакамаллы (ковёр)
Моллакамаллы (азерб. Mollakamallı) — азербайджанские ковры, относящиеся к кубинской группе Куба-Ширванской школы ковроткачества.

## Классификация
Название ковра происходит от названия села Моллакямаллы Шабранского района. Некоторые искусствоведы называют этот ковер «Чичи», другие — «Гарагашлы».

## Художественные особенности
Композицию серединного поля ковра создают несколько больших продолговатых гелей, отличичающихся от ковров, входящих в эту группу. Отличие состоит в крупных зубцах, окружающих гели, форма которых взята из тамбурной вышивки, широко распространенной в Шеки и Карабахе. По ширине серединного поля ковра находится один гель, в длину вмещается 3-5 гелей, а если увеличить их количество в любом направлении, художественности композиции ухудшится. Вокруг гелей изображен ряд элементов, характерных для ковра «Пиребедиль». Бордюр состоит из нескольких различных полос: серединной каймы, зенджире и медахилей. В этих коврах есть: серединная кайма «баширкызы» и два медахила — «моллабашы».
Фон серединного поля ковра — темно-синий или черный. Встречаются ковры с темно-красным, белым или темно-голубым фоном. Фоны серединного поля и серединной каймы ковра «Моллакамаллы», относящегося к XIX веку, одного цвета.

## Технические особенности
Ковры «Моллакамаллы» считаются коврами среднего качества Куба-Ширванской школы.
Размер таких ковров — от 100x150 до 130x200 см, ныне производятся и удлиненные. На одном квадратном метре ковра находится от 160000 до 200000 узлов. Высота ворса — 4-6 мм.